# Backtjärnen, Medelpad
Backtjärnen är en sjö i Sundsvalls kommun i Medelpad som ingår i Ljungans huvudavrinningsområde. Sjön har en area på 0,0735 kvadratkilometer och ligger 194,6 meter över havet. Sjön avvattnas av vattendraget Svartån.

## Delavrinningsområde
Backtjärnen ingår i det delavrinningsområde (692715-155843) som SMHI kallar för Ovan Djupdalsbäcken. Medelhöjden är 272 meter över havet och ytan är 9,11 kvadratkilometer. Det finns inga avrinningsområden uppströms utan avrinningsområdet är högsta punkten. Svartån som avvattnar avrinningsområdet har biflödesordning 3, vilket innebär att vattnet flödar genom totalt 3 vattendrag innan det når havet efter 54 kilometer. Avrinningsområdet består mestadels av skog (89 procent). Avrinningsområdet har 0,08 kvadratkilometer vattenytor vilket ger det en sjöprocent på 0,8 procent.